# Pierre Mazeline
Pierre Mazeline ou Pierre Marceline, est un sculpteur français né à Rouen en 1633 et mort le 7 février 1708 à Paris.

## Biographie
En 1668, il est agréé à l’Académie royale de peinture et de sculpture, avec un médaillon représentant Saint Jean l’Évangéliste.
Son activité a essentiellement porté sur le domaine de Versailles. On lui doit des sculptures du parc et des jardins du château de Versailles. Il a fait partie de l'équipe de sculpteurs animée par Charles Le Brun, Premier peintre du Roi, pour composer la statuaire du domaine.

## Œuvres
- Saint Jean l'Évangéliste (1668), médaillon en marbre, morceau de réception à l'Académie royale de peinture et de sculpture, présenté le 7 juillet 1668 et conservé au musée du Louvre[2].
- Pierre Mazeline contribue aux groupes animaliers réalisés entre 1672 et 1674 pour le Labyrinthe des jardins de Versailles[3] (ce labyrinthe a été supprimé en 1778).
- Bas-reliefs représentant des trophées (1676), avec Gilles Guérin et sous la direction de François Girardon, pour la balustrade intermédiaire du Bosquet de la Renommée, par la suite rebaptisé Bosquet des Dômes[4].
- Les groupes Trois enfants pêcheurs, Trois enfants chasseurs[5].
- L'Europe (de 1675 à 1680), statue de la Grande Commande passée en 1674 par le roi Louis XIV pour le parc du château de Versailles ; l'original d'une des statues de la Grande Commande est désormais à l'abri dans le Vestibule de Marbre du Château de Versailles.
- Avec Noël Jouvenet, des torchères pour le bosquet dit la Salle de Bal, plus tard renommé Bosquet des Rocailles (de 1678 à 1682)[6].
- Copie en marbre de l'Apollon du Belvédère (1684), placée sur la rampe sud du Parterre de Latone.
- Le Mausolée de Michel Le Tellier (église Saint-Gervais-Saint-Protais), en collaboration avec Simon Hurtrelle.
- D'autres œuvres de Pierre Mazeline ont à présent disparu : Pomone, La France victorieuse, La Gloire de la France.

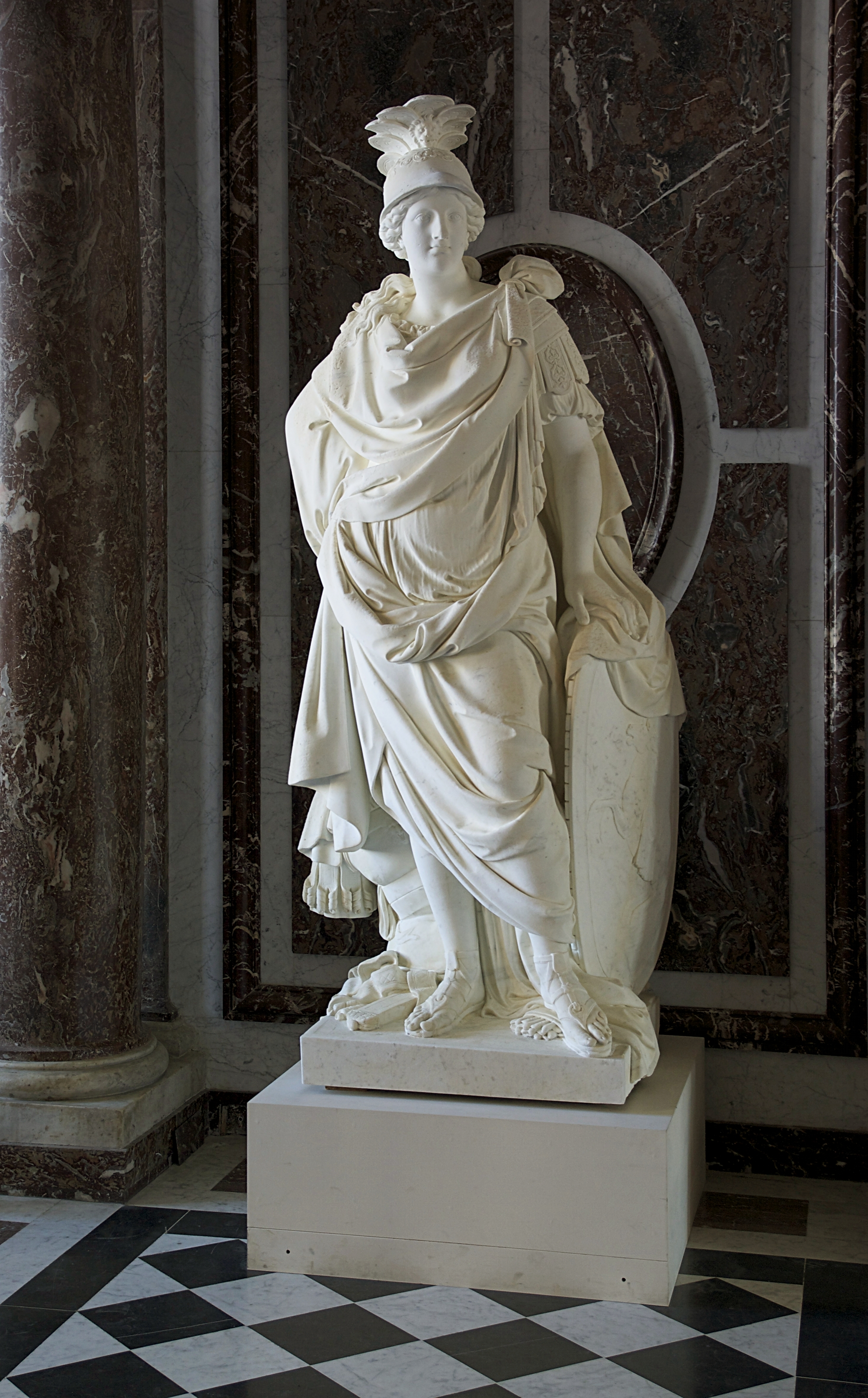
"L'Europe".
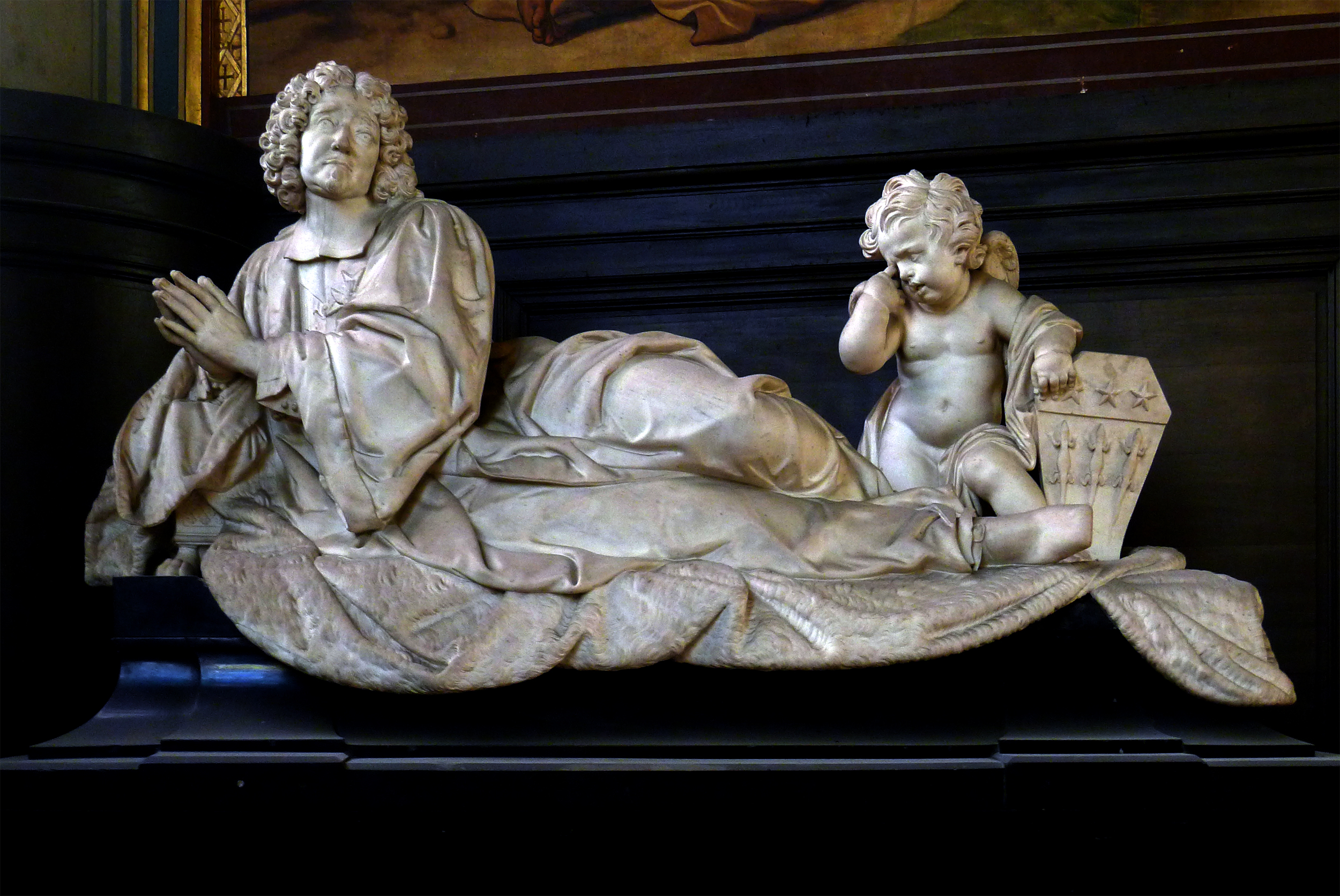
Mausolée de Michel Le Tellier.